# دان جيوردانو
دان جيوردانو (بالإنجليزية: Dan Giordano)‏ هو لاعب كرة قدم أمريكية أمريكي، ولد في 17 سبتمبر 1989 في فرانكفورت في الولايات المتحدة.

## وصلات خارجية
- دان جيوردانو على موقع مرجع كرة القدم المحترفة.كوم (الإنجليزية)